# Aresibo (teleskop)
 Radio-teleskop Arecibo (engl. Arecibo Radio telescope, šp. Radiotelescopio de Arecibo) se nalazi pokraj mesta Aresibo (Arecibo) u Portoriku. Izgrađen je u razdoblju između 1960. i 1963. godine. Povučen je iz upotrebe krajem 2020. godine, nakon teškog oštećenja.
Opservatorija Aresibo je delovala kao američki Nacionalni centar astronomije i jonosfere (National Astronomy and Ionosphere Center (NAIC)) i njome upravlja američki Univerzitet Kornel.
Aresibo je dugo bio najveći radio teleskop sa pojedinačnom sfernom antenom na svetu. Prečnik njegovog tanjira je 305 metara. Mnoga bitna astronomska okrića su se dogodila u Arecibu, a upotrebljavan je i u svrhe vojne špijunaže u vreme hladnog rata.
Izgradnju je finansirala ARPA (danas DARPA), agencija američkog Ministarstva odbrane.
Imao je i mogućnosti radarskog istraživanja Sunčevog Sistema, i određivanja orbita asteroida bliskih Zemlji sa velikom preciznošću.

## Značajna otrića
Tim astronoma je 1964. otkrio da je period rotacije Merkura zapravo 59 dana a ne 88 dana kako se ranije smatralo.
Ovde je 1974. otkriven i prvi dvojni pulsar PSR B1913+16, za šta je tim astronoma koji je došao do otkrića 1993. dobio Nobelovu nagradu.
Aresibo je 1988. dao prvi radarski snimak Venere visoke rezolucije, a snimanje je nastavljeno i narednih godina, posebno tokom 2000. i 2012..

## Poruka iz Aresiba
1974. je iz Aresiba poslana 3-minutna radio poruka u svemir u smeru Mesje M13 i na taj se način obiležio rad na usavršavanju radio teleskopa. Poruku je u osmislio Dr. Frenk Drejk, a učestvovao je i Karl Sejgan. Poruka sadrži sličicu čoveka, samog teleskopa, podatke o Sunčevom sistemu, delove formule DNK, kao i neke od formula hemijskih jedinjenja značajnih za život na Zemlji, i napisana je u binarnim brojevima. Treba da stigne na odredište za nekih 25.000 godina.

## SETI projekat
Radio teleskop Aresibo je 1999. započeo skupljati podatke za projekt SETI@home.

## Einstein@Home
Einstein@Home, projekat koji slično projetku SETI@home koristi računare dobrovoljaca za analiziranje podataka, 2009. je započeo potragu za pulsarima analizom podataka sa Aresiba, i do 2016. je otkriveno preko 55 pulsara. Einstein@Home od 2011. koristi i podatke dobijene sa FGST svemirskog teleskopa.

## Oštećenje
Više uragana i oluja koji su tokom 2010-ih pogodili ovo područje izazvali su zabrinutost inženjera da bi stabilnost teleskopa mogla biti narušena, a nedostatak budžetskih sredstava za popravku i održavanje koje Nacionalna naučna fondacija radije planira da preusmeri u novije projekte, doveli su u pitanje opstanak Aresiba. Tokom Uragana Marija došlo je do manjih oštećenja na teleskopu, i teleskop je jedno vreme prestao da bude operativan.
Tokom 10. avgusta i 6. novembra 2020. došlo je do pucanja dva kabla koja drže instrumente teške 900 tona, i procenjeno je da bi njihova popravka predstavljala preveliki bezbednosni rizik, najavljeno je postepeno povlačenje teleskopa iz upotrebe. Do konačnog urušavanja došlo je 1. decembra 2020. godine, kada je pukao glavni kabl koji je držao opremu tešku više stotina tona, a ona se razbila prilikom pada na tanjir teleskopa,  došlo je do težeg ištećenja tanjira.

## Kulturni uticaji
Ova opservatorija je bila lokacija snimanja za više filmova kao i predmet prikaza u mnogim naučnofantastičnim filmovima i serijama, kao što je film o Džejmsu Bondu Zlatno oko, film Kontakt, film Vrste (1995), a u prvoj epizodi druge sezone serije Dosije iks, agent Foks Molder je poslat u Aresibo po zadatku.